# Big Four (paquebots)
Pour les articles homonymes, voir Big Four.
Les Big Four (les « quatre grands ») sont quatre paquebots transatlantiques britanniques mis en service de 1901 à 1907. Ce sont le Celtic, Cedric, le Baltic et l’Adriatic. Tous servent la White Star Line pendant une trentaine d'années, avant d'être progressivement retirés du service. Le Celtic est le premier à mettre fin à sa carrière lorsqu'il s'échoue sur les côtes d'Irlande.

## Conception
Les Big Four sont les premiers navires importants construits par la White Star Line sous l'impulsion de Joseph Bruce Ismay. Il succède à son père Thomas Henry Ismay à sa mort en 1899. La compagnie venait de mettre en service l’Oceanic, qui est alors le plus long navire au monde. La mort du président de la compagnie entraîne l'annulation de la construction d'un sister-ship de l’Oceanic au profit d'une série de quatre navires.
Contrairement à l’Oceanic, construit pour la vitesse, les Big Four sont axés sur le luxe et la stabilité. Le tonnage des navires est ainsi augmenté, et le Celtic est le premier navire à dépasser les 20 000 tonneaux. Le Cedric et le Baltic détiennent également, lors de leur mise en service, le titre de plus grand navire au monde par le tonnage.
La construction des quatre navires se déroule dans les chantiers navals Harland & Wolff de Belfast.

## Caractéristiques

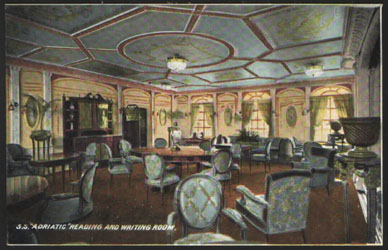
Le salon de lecture et d'écriture de l’Adriatic.

Les Big Four jaugent donc de 21 035 à 24 541 tonneaux, le Baltic et l’Adriatic étant nettement plus gros que les deux premiers. Pourtant, l’Adriatic, qui est le plus gros des quatre, est également le seul à ne pas avoir détenu le titre de plus gros paquebot au monde. Les quatre navires sont propulsés par deux hélices actionnées par des machines à vapeur à quadruple expansion et atteignent une vitesse moyenne de 16 nœuds, bien que leurs vitesses maximales varient. Les silhouettes des quatre navires sont semblables, la coque est noire à base rouge et la superstructure est blanche. Ils sont pourvus de quatre mâts (deux à l'avant et deux à l'arrière) qui servent de support aux câbles de la télégraphie sans fil. Les deux cheminées sont couleur ocre brun surmontées d'une manchette noire.
Les navires présentent un luxe jusque-là inégalé, avec une salle à manger surplombée d'une verrière, un salon de lecture et d'écriture disposant de nombreux ouvrages et périodiques, également agrémenté de grandes baies vitrées, un pont promenade couvert, un fumoir orné de vitraux et, dans le cas de l’Adriatic, une piscine intérieure et des bains turcs.

## Histoire

### Celtic

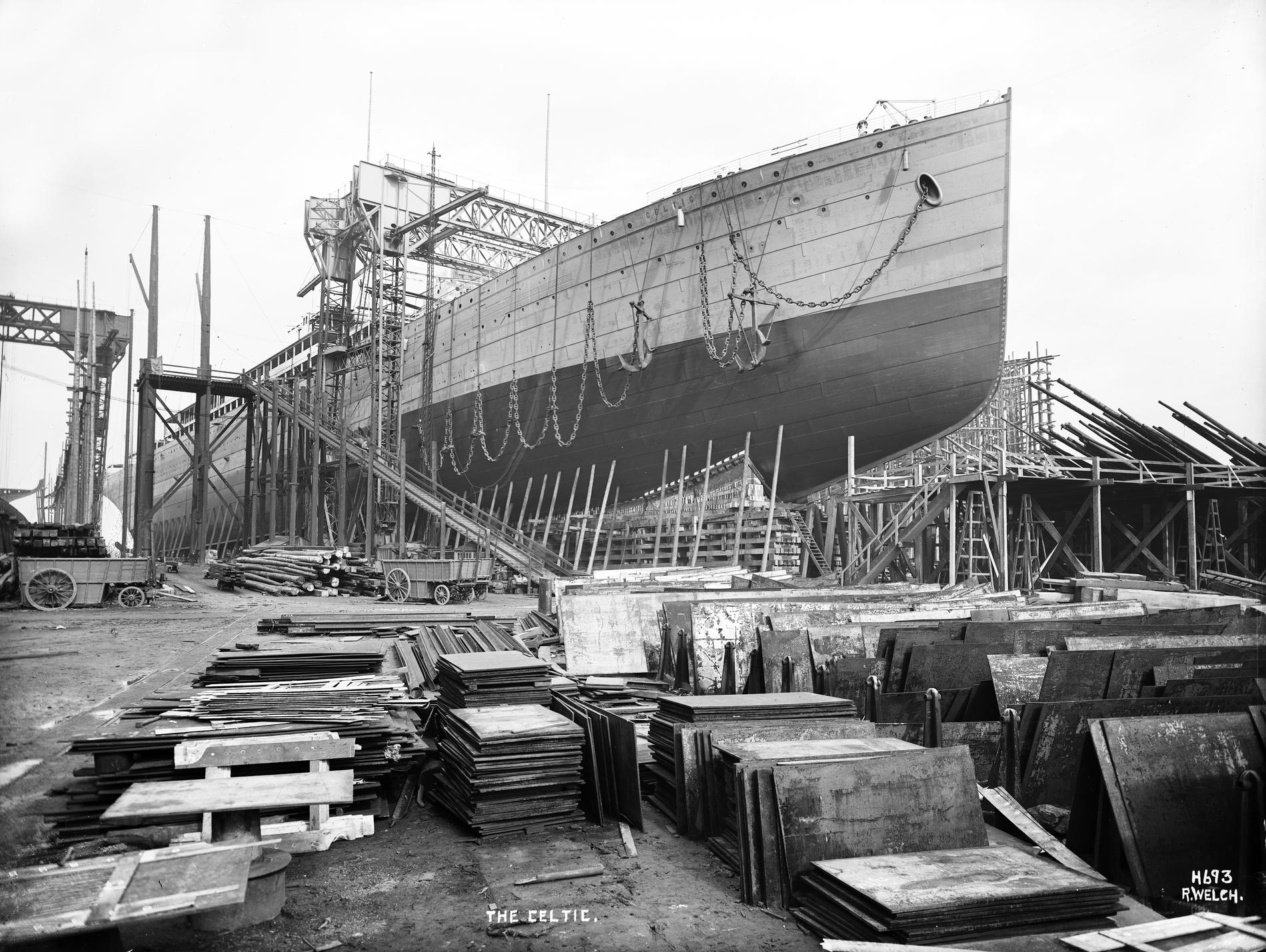
La construction du Celtic.

Le Celtic est le premier des Big Four, mis en service en 1901. C'est le premier navire à dépasser le Great Eastern par le tonnage. Sa carrière est marquée par plusieurs accidents. Transformé en croiseur auxiliaire durant la Première Guerre mondiale, il heurte une mine en 1917, faisant 17 victimes. En 1918, il est torpillé par un sous-marin allemand, mais reste une fois encore à flot. En 1925, il heurte un autre navire, sans qu'aucun d'eux n'ait à subir de conséquences. L'incident se reproduit avec un autre navire en 1927.
Finalement, en 1928, il heurte des rochers au large de Cobh et est jugé irrécupérable. Il faut attendre cinq ans pour que le navire soit totalement démantelé.

### Cedric

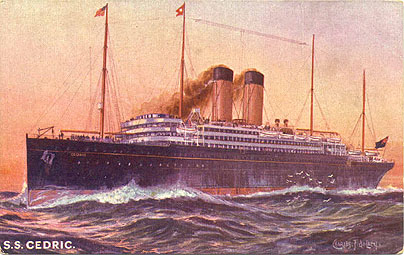
Le Cedric.

Le Cedric est mis en service en 1903. Sa carrière commerciale se partage entre traversées transatlantiques et croisières. Après le naufrage du Titanic, le Cedric est retenu à New York pour ramener certains des naufragés en Angleterre. Durant la guerre, le Cedric est transformé en croiseur auxiliaire, puis transporte des passagers. Durant ce service, en 1918, il aborde un navire appartenant au même convoi, coulant finalement sa victime.
En 1923, il aborde un navire de la Cunard dans le port de Queenstown, et subit de lourds dégâts. Sa carrière ne connaît ensuite plus d'incident jusqu'à son retrait du service en 1931 et sa démolition l'année suivante.

### Baltic

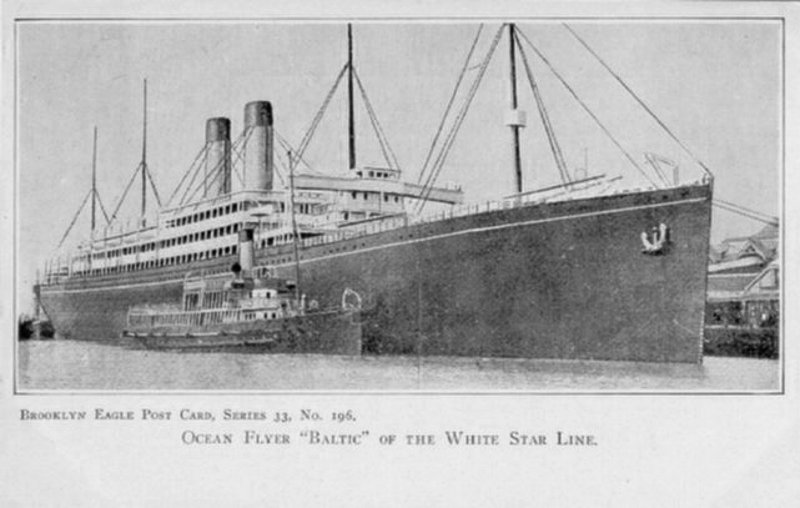
Une carte postale du Baltic.

Mis en service en 1904, le Baltic joue à plusieurs reprises les sauveteurs en mer. En 1909, il reçoit le SOS d'un autre navire, le Republic, en train de sombrer à la suite d'un éperonnage. En 1912, la nuit du naufrage du Titanic, le Baltic reçoit l'appel de détresse du paquebot, mais ne parvient pas à le rejoindre. Il s'illustre à nouveau en 1929, lorsque les naufragés du Northern Light bénéficient de son intervention.
Il gagne également l'estime des états-majors américains durant la Première Guerre mondiale, lorsqu'il sème un U-Boot allemand.
Le Baltic est retiré du service en 1932 et démoli l'année suivante au Japon.

### Adriatic

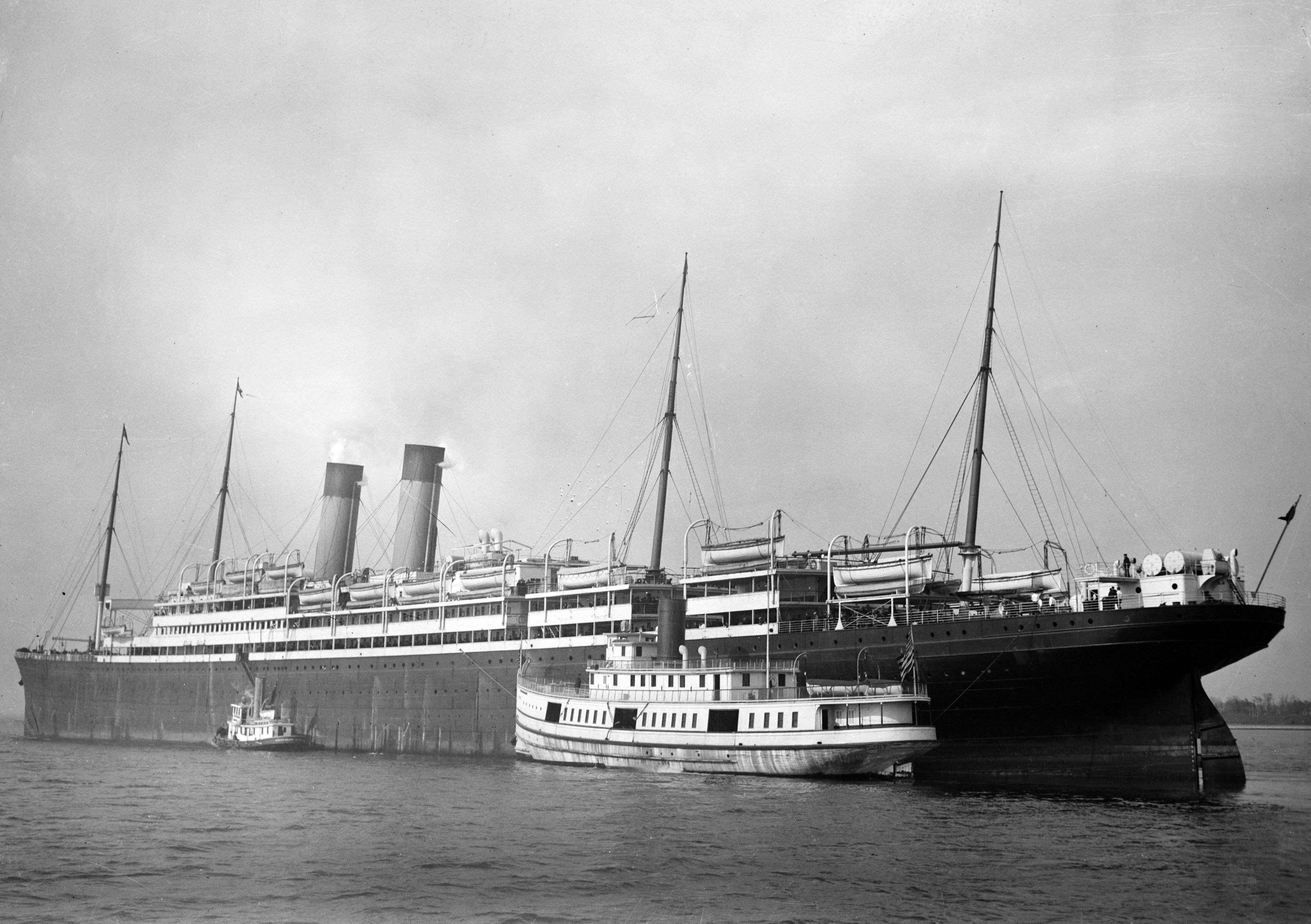
L'Adriatic, vers 1920.

L’Adriatic, mis en service en 1907, est le plus imposant et le plus luxueux des Big Four. Sa carrière n'est pas marquée par les incidents connus par ses sister-ships, et il connaît une carrière commerciale fructueuse, ayant même l'honneur d'inaugurer la route Southampton—New York pour la White Star Line. Cette carrière n'est interrompue que par la Première Guerre mondiale, durant laquelle le navire effectue plusieurs traversées en tant que transport de troupes.
L’Adriatic est consacré à plein temps à des croisières à partir de 1933, et est retiré du service l'année suivante. Il est démoli au Japon en 1935.